# Karchower See
Der Karchower See ist ein See am nördlichen Ortsrand von Karchow, einem Ortsteil von Bütow im Landkreis Mecklenburgische Seenplatte in Mecklenburg-Vorpommern. Das Gewässer hat eine Größe von drei Hektar und liegt auf 69,5 m ü. NHN. Die maximale Ausdehnung des Sees beträgt 210 Meter mal 160 Meter. Einziger Zufluss ist ein Graben aus den westlich vorgelagerten landwirtschaftlichen Nutzflächen, ein Graben entwässert in den Wackstower See und von dort weiter in die Müritz.
Nur 500 Meter entfernt verläuft die B 198, hinter dem Uferwald die stillgelegte Bahnstrecke Ganzlin–Röbel.